# El Hadjeb
El Hadjeb là một đô thị thuộc tỉnh Biskra, Algérie. Dân số thời điểm năm 2002 là 8.394 người.